# Irina Fiedotowa
Irina Fiedotowa (ros. Ирина Михайловна Федотова; ur. 15 lutego 1975 w Krasnodarze) – rosyjska wioślarka. Brązowa medalistka olimpijska z Sydney.
Brała udział w trzech igrzyskach (IO 96, IO 00, IO 04). W 2000 była trzecia w czwórce podwójnej, osadę tworzyły także Oksana Dorodnowa, Julija Lewina i Łarisa Mierk. Zdobyła złoto mistrzostw świata w 1998 w jedynce, srebro w dwójce podwójnej w 2002 oraz brąz w dwójce podwójnej w 2002 i czwórce podwójnej w 2005.